# 巴托羅密歐·高西歐
巴托羅密歐‧高西歐（義大利語：Bartolomeo Gosio，1863年3月17日—1944年4月13日），義大利醫學家；他發現了導致許多人死亡的「高西歐氣體」是由微生物產生的砷化物。（他誤以為微生物產生的砷化物是二乙基胂，但真正的產物應為砷化氫。）他同時也在短密青黴中發現了抗細菌藥黴酚酸，並證明它對炭疽桿菌（炭疽病的病原）有抑制效果。黴酚酸是第一個純化出來的抗菌化合物，雖然後來因為副作用被揚棄不用，但它的衍生物黴酚酸酯在腎臟、心臟、肝臟移植時是很好的免疫抑制劑。

## 生平
高西歐出生於義大利皮埃蒙特的馬利亞諾阿爾菲耶里。父親賈科莫在他完成基礎教育時過世，由母親安東尼塔‧塔羅亞將他撫養長大。他先後在都靈大學與羅馬大學研讀醫學，於1888年獲得醫學學位後，在位於羅馬的國家衛生研究院的細菌學與化學實驗室（義大利語：Istituto Superiore di Sanità）中工作，並曾到柏林的馬克斯·魯布納實驗室接受更多訓練。他在1899年成為公共衛生科學實驗室（義大利語：Laboratori Scientifici della Direzione di Sanità）主任，並在此任職直到逝世。

## 發現高西歐氣體
在1830年初期，發生了許多不明原因的嬰兒猝死案例。在開始調查這些嬰兒猝死的原因後，高西歐開始懷疑與環境因素有關，於是著手測試生長在房屋中的黴菌。當時很多壁紙都以含砷的顏料著色，高西歐把這些黴菌養在混合了砷的氧化物的薯泥中，並於1891年找到了導致嬰兒猝死的原因：長在含砷壁紙上的黴菌會產生有毒的氣體（後來被命名為「高西歐氣體」）。他以實驗證明，這有毒氣體可以藉由使大鼠的神經系統癱瘓來導致牠們死亡，小鼠甚至在接觸到氣體後一分鐘內死亡。同時他也鑑定了產生毒氣的黴菌。不過他錯認毒氣為二乙基胂，直到1921年英國化學家弗里德里克‧查林傑才鑑定出毒氣為1854年便已能合成的三甲基胂。

## 發現黴酚酸
高西歐在1893年從腐爛的玉米上的黴菌找到一個新的抗生素，並聲稱黴菌種類為灰綠青黴（Penicillium glaucum），但後來分入短密青黴（P. brevicompactum）。1896年，高西歐將這個抗生素純化、結晶，並證明它可以抑制炭疽桿菌。雖然這才是第一個被分離純化到結晶純度的抗生素，但是後來他的發現卻被遺忘。到了1912年，阿爾斯伯格與布萊克再度發現這個抗生素，並將之命名為黴酚酸。 後來發現，黴酚酸不只可以抗菌，還可以抗病毒、真菌、癌以及銀屑病。雖然黴酚酸後來因為副作用被揚棄不用，但它的衍生物黴酚酸酯為腎臟、心臟、肝臟移植時使用的免疫抑制劑，在市面上以山喜多（羅氏）或睦體康（諾華）等商品名販售。